# Prövningstillstånd
Prövningstillstånd är ett tillstånd som en domstol på högre nivå än den tidigare, till exempel i Sverige kammarrätt, Högsta förvaltningsdomstolen, hovrätt och Högsta domstolen i vissa fall måste bevilja för att ett mål eller domstolsärende ska kunna tas upp och prövas av domstolen. Skälen till detta är att överrätterna är tänkta att ha en kontrollerande funktion i förhållande till underrätterna, och endast ta upp mål till prövning om det bland annat är så att underrätten har dömt fel eller att det finns behov av prejudikat på området. Genom krav på prövningstillstånd minskar antalet mål som ger en fullständig prövning i högre instans.
De mål som kräver prövningstillstånd betecknas PT-mål.

## Prövningstillstånd i allmänna domstolar

### Hovrätt
Enligt 49 kap. 13 § första stycket rättegångsbalken (RB) krävs det i brottmål prövningstillstånd för att hovrätten ska pröva en tingsrätts dom genom vilken den tilltalade som enda påföljd dömts till böter eller har frikänts från ansvar för brott om det inte är föreskrivet svårare straff än fängelse i sex månader. Gällande tvistemål krävs det alltid prövningstillstånd för att hovrätten ska ta upp överklagandet till prövning.
Prövningstillstånd ska (notera att hovrätten måste meddela prövningstillstånd om något av villkoren i 1-4 pp. är uppfyllda) enligt 49 kap. 14 § RB meddelas
1. om det finns anledning att betvivla riktigheten av domslut som tingsrätten har kommit till (ändringsdispens),
2. om det inte utan att sådant tillstånd meddelas går att bedöma riktigheten av det slut som tingsrätten har kommit till (granskningsdispens),
3. om det är av vikt för ledning av rättstillämpningen att överklagandet prövas av högre rätt (prejudikatdispens) eller
4. om det annars finns synnerliga skäl att pröva överklagandet (extraordinär dispens).

### Högsta domstolen
Högsta domstolen har i Sverige en prejudikatbildande roll. Detta innebär att inte alla mål prövas av Högsta domstolen, utan endast sådana mål där utgången kan ha betydelse för framtida mål. Regleringen för prövningstillstånd i Högsta domstolen finns i 54 kap. 10 § RB.
Prövningstillstånd får (notera att Högsta domstolen inte måste meddela prövningstillstånd) meddelas endast om
1. det är av vikt för ledning av rättstillämpningen att överklagandet prövas av Högsta domstolen (prejudikatdispens) eller
2. det finns synnerliga skäl till sådan prövning, såsom att det finns grund för resning eller att domvilla förekommit eller att målets utgång i hovrätten uppenbarligen beror på grovt förbiseende eller grovt misstag (extraordinär dispens).

Frågan om prövningstillstånd tar i genomsnitt omkring två månader (2023).
Den omständigheten att hovrätten kan befinnas ha dömt fel räcker därför inte för att de överordnade domstolarna ska ta upp målet och pröva det. Är det ett grovt rättegångsfel så kan målet prövas på grund av domvilla.
Ett äldre begrepp för prövningstillstånd i Högsta domstolen var revision. Därför kallades Högsta domstolens kansli för Nedre justitierevisionen fram till 1972. Dessutom kallades landets högsta domstol för Justitierevisionen (en avdelning av riksrådet) fram till 1789.

## Prövningstillstånd i förvaltningsdomstolar

### Kammarrätt
Huvudregeln i kammarrätten är att det inte krävs prövningstillstånd för att rätten ska ta upp överklagandet till prövning. Enligt 34 a § förvaltningsprocesslagen krävs dock prövningstillstånd om det är särskilt föreskrivet i lag, vilket är fallet i majoriteten av fallen. Exempel på mål där prövningstillstånd inte krävs är vissa skattemål samt mål om tvångsvård.
Prövningstillstånd i kammarrätten ska (notera att det även här är obligatoriskt att meddela prövningstillstånd) enligt 34 a § förvaltningsprocesslagen meddelas om
1. det finns anledning att betvivla riktigheten av det slut som förvaltningsrätten har kommit till (ändringsdispens),
2. det inte utan att sådant tillstånd meddelas går att bedöma riktigheten av det slut som förvaltningsrätten har kommit till (granskningsdispens),
3. det är av vikt för ledning av rättstillämpningen att överklagandet prövas av högre rätt (prejudikatdispens) eller
4. det annars finns synnerliga skäl att pröva överklagandet (extraordinär dispens).

Meddelar inte kammarrätten prövningstillstånd står förvaltningsrättens beslut fast.

### Högsta förvaltningsdomstolen
Precis som Högsta domstolen är Högsta förvaltningsdomstolen en prejudikatinstans, vilket innebär att det är svårare att få prövningstillstånd i Högsta förvaltningsdomstolen än i kammarrätten.
Prövningstillstånd får (notera att det även här är en fakultativ bestämmelse) meddelas enligt,
1. om det är av vikt för ledning av rättstillämpningen att överklagandet prövas av Högsta förvaltningsdomstolen (prejudikatdispens) eller
2. om det finns synnerliga skäl till en sådan prövning, såsom att det finns grund för resning eller att målets utgång i kammarrätten uppenbarligen beror på grovt förbiseende eller grovt misstag (extraordinär dispens).

## Rättsfall
- Det har ansetts vara av vikt för ledning av rättstillämpningen att högre rätt prövar frågan om när ett mål som inledningsvis har handlagts enligt ordinära regler kan överföras till handläggning i förenklad form enligt 1 kap 3d § rättegångsbalken, det vill säga sådana mål som kallas småmål.[2]
- I mål om vårdnad av barn har hovrätt lämnat prövningstillstånd endast till ena parten. PÅ så sätt begränsades ramen för prövningen. HD ansåg dock att med hänsyn till att domstolen ex officio ska besluta i fråga om vårdnaden utifrån barnets bästa, är ett prövningstillstånd som är begränsat till att endast avse en del av den överklagade vårdnadsfrågan inte lämpligt. Prövningstillstånd meddelades därför även för andra parten.[3]